# ラブ・カム・ダウン
「ラブ・カム・ダウン」（Love Come Down）は、イヴリン・キングが1982年7月にリリースしたシングル。

## 解説
- 1982年には12インチシングル盤がリリースされている。

## 収録曲
1. ラブ・カム・ダウン（vocal）
  - 作詞、作曲:カシーフ /  編曲: Paul Lawrence Jones III、Ralph Schuckett
2. ラブ・カム・ダウン（instrumental）
  - 作詞、作曲:カシーフ / 編曲: Paul Lawrence Jones III、Ralph Schuckett